# 사와다 츠나요시
사와다 츠나요시(일본어: 沢田綱吉, 통칭:  츠나)는 가정교사 히트맨 REBORN!의 주인공이다.

## 개요
나미모리 중학교 2학년 A반 학생이자 봉고레 10대 보스 후보이다. 보통 애칭인 '츠나'로 많이 불리며, 한국에서나 일본에서나 별명은 '참치'로 통하고 있다. 공부도 못하고 운동도 못하고 무리에도 잘 끼지 못해서 학교에서는 '다메츠나(だめツナ : 허접 / 못난이 츠나)'라는 별명으로 불린다. 오로지 쿄코를 보러 학교에 가는 것만을 낙으로 삼으며 학교에 다니던 그였지만 웬 정체불명의 아기인 가정교사 리본을 만나게 되면서 점차 봉고레 패밀리의 보스로 성장하게 된다. 타인을 다치게 하는 것을 싫어하며 언제나 미간에 주름을 잡고 기도하듯이 주먹을 휘두르는 것으로 유명하다. 마피아 조직의 보스지만 정작 본인은 마피아를 싫어하거나 무서워해서 자신은 마피아가 아니라고 부인한다. 그 때문인지 최근의 계승식 때문에 엄청난 스트레스를 받고 있는 듯하다. 그러나 자신의 패밀리를 생각하는 마음은 누구보다 크다. 평소에는 매우 소심하고 빌빌대지만, 필사환을 먹고 '하이퍼 필살 모드'가 되기도 한다. 이 때에 츠나는 필살탄을 맞고 부활하는 츠나와는 달리 매우 냉철하고 차분해지며 고쿠요 중학교 사건 이후부터는 모든 전투에서 하이퍼 모드로 싸웠다. 츠나는 전투를 겪을 때마다 한 단계 한 단계 강해진다. 봉고레의 창시자인 프리모. 지오토(Primo/Giotto)의 5대손으로 외모도 초대와 많이 닮았다.

## 무기
- 대공의 봉고레 링(정제도 A+랭크)
  - 츠나가 지닌 봉고레 링이다. (자세한 것은 봉고레 패밀리 참조)

- 란치아가 준 링(정제도 ??랭크)
  - 링 쟁탈전이 끝난 직후 란치아가 츠나에게 준 링으로 아직까지는 불명이다.

- 필살 모드 화(化)
  - 필살탄을 이마에 맞은 후 어떤 일도 죽을 힘을 다해 해내겠다는 강한 의지가 생기며 엄청난 힘을 발휘한다.[8] 하지만 이 때는 언제나 옷이 찢어져 팬티 바람의 반나체가 되어버린다는 게 문제이다.

- 하이퍼 필살 모드 화(化)
  - 보통 필살탄이 아닌, 레온의 체내에서 생성된 특수탄인 잔소리탄을 맞으면 변신하는 하이퍼 모드 化이다. 보통 필살 모드가 외부에서의 중압감에 대한 위기 의식을 느끼고 리미터를 해제하는 것이라면 하이퍼 필살 모드는 내면에 잠재되어 있던 츠나 본연의 투지와 본능이 각성하는 것이다. 각성과 동시에 봉고레 혈통의 힘도 리미터가 풀리기 때문에 이 때부터 초직감을 자유자재로 사용이 가능하다.[9]

- 희망 모드 화(化)

츠나가 하이퍼 모드 화(化)에서 리본이 쏜 필살 모드 화(化)가 합쳐진 모드이다. 이 모드는 빈디체와 같은 힘을 가지고 있으며, 이 모드를 한 순간
옷하고 무기가 부셔지지만 그것은 이 모드를 한 츠나에서는 필요없는 것이다. 한마디로 이 모드를 한 자체가 무기 그 이상이라는 말이다. 이 힘으로 빈디체를 쓰러트린다.
- X 글러브(X Glove)
  - 잔소리 탄과 함께 레온의 체내에서 생성한 무기이다. 평상시엔 털장갑 상태지만 하이퍼 모드가 되면 본 모습이 나타난다. 검은색 바탕에 그 글러브는 봉고레 1세가 썼던 것과 같은 것으로 추정된다.

1. . X 글러브 <Ver. Vongola Ring> - 미래에 왔을 때 전설의 시련을 극복하고 봉고레 링의 힘을 X 글러브에 이끌어낸, X 글러브의 강화판 모드이다. 봉고레 링을 낀 왼쪽 장갑 손등에 링에 있는 장식과 똑같은 봉고레의 문장이 새겨진 푸른 '글러브 크리스탈'이 있다. 통상의 X 글러브에서는 부드러우면서도 조종이 쉽고 섬세한 움직임이 가능한 유(流)의 필살염이 발화되지만, 강화된 왼쪽에선 엄청난 사출력과 분사력과 에너지를 지녔기 때문에 조절이 힘든 강(強)의 필살염이 발화된다.
2. . X 글러브 <Ver. Vongola Gear> - 타르보의 힘으로 봉고레 박스병기의 애니멀링과 오리지널 봉고레 링, 프리모의 피 "벌"의 융합시켜 액세서리 형태로 바뀐 츠나의 링에 의해 형상이 바뀐 X 글러브이다. 팔 관절정도 까지오는 길이에 유의 불꽃이 뒤로 뿜어져 나오는 뉴 파츠는 DOUBLE X BUNNER의 받침을 위한 중요한 부분이다.

- 봉고레 박스 병기(Vongola Box weapon(병기))

10년 후 미래로 간 츠나가 백란을 쓰러트리기 위해 10년 후 츠나가 10년 전 츠나에게 맡긴 봉고레 박스에서 나온 생물로, 이름은 너츠(nerts)이다. 츠나의 박스병기로(box Weapon) 츠나가 공격과 방어를 도와주는 서포트 역할을 한다. 싸움이 일어나고 츠나가 박스를 여는 순간 너츠의 표정은 완전히 변한다. 평소에 너츠는 츠나와 똑같이 겁이 많고 순수한 그런 동물이다. 츠나와의 감정이 똑같으므로 츠나가 겁을 먹을 시에 너츠도 겁을 먹는다. 너츠의 형태는 어린 사자지만 어떠한 박스병기보다 강하고 유용한 박스병기이다.
- 봉고레 박스 무기(Vongola Box Weapon(무기))

너츠의 형태변화는 무기로 변환한다. 그 무기는 봉고레 프리모(1세)의 무기로, 엄청난 위력을 보여준 바 있다.
캄비오 포르마 모드 디팬사(망텔로 디 봉고레 프리모)-봉고레 프리모(1세)의 망토
공격형-캄비오 포르마 모드 아타코(미테나 디 봉고레 프리모)-봉고레 프리모(1세)의 주먹
- 봉고레 기어(Vongola Gear)

박스 병기와 무기가 바뀐 형태로, 그 전 모습은 마치 평범한 돌이지만, 츠나의 각오로 엄청난 외형 변신을 한 후 모습을 드러낸다.
한마디로 버전 업 봉고레 병기라 말할 수 있다(Ver Up Vongola Box weapon).
이 무기는 츠나의 싸우는 형태에 맞게 맞춰 제작된 츠나만의 무기이다.

## 기술
- 초 직감(超直感)
  - 봉고레의 혈통(Blood of Vongola)에게만 전승된다는 모든 것을 간파하는 특별한 힘이다. 환술 등에 대응하는 데 아주 유용하다. 평상시에도 어느 정도의 초직감을 갖고는 있지만, 하이퍼 모드 화(化)시에는 모든 감각의 제한이 풀려 간파 능력이 훨씬 뛰어나다.

- 필살. 제로지점 돌파(死ぬ氣の零地占突破)
  - 양손을 마름모 모양으로 자세를 잡고 마이너스(-) 상태로 돌입하는 기술이다. 이 때 +와 -를 오가며 이마에 있는 필살염에 불규칙적인 불꽃의 노킹 현상이 일어난다. 필살염으로 이루어진 공격을 받았을 때 마이너스(-) 상태로 돌입, 그 공격에 대해 아무런 데미지도 입지 않은 채 중화시키는 기술이다.

- 필살. 제로지점 돌파 <개량형>(死ぬ氣の零地占突破 <改>)
  - 필살. 제로지점 돌파를 츠나가 개량한 형태이다. 본래 상대의 기술을 아무렇지도 않게 중화시키는 통상 제로지점 돌파와는 달리, 개량형은 공격을 맞은 순간 그 필살염 공격의 플러스 에너지를 흡수해 자신의 힘으로 전환한다. 방어와 파워업을 동시에 하는 독특한 기술로, 약 1.72배의 전투력 향상이 가능하다. 너도나도 필살염을 발화하는 10년 후 세계에서는 아주 유용한 기술이다. 그러나 필살염이 미사일이나 무기 등을 둘러싸고 있는 경우, 즉 불꽃 속에 이물질이 포함된 경우엔 흡수가 불가능하다.

- 필살 제로지점 돌파 <퍼스트 에디션>(死ぬ氣の零地占突破 初代エディション)
  - 봉고레 프리모가 사용했다는 기술로, 별다른 자세를 잡지 않고 제로지점 돌파를 한 상태에서 상대를 잡거나 근처에 대면 +의 고압축 에너지인 필살염과 반대되는 -의 에너지로 가득한 특수한 냉기가 상대를 불꽃과 함께 순식간에 빙결시켜 버린다.[10] 얼음에 갇힌 상대는 몇 년간을 냉동 가사 상태에 빠질 정도로 강력한 기술이다. 이 기술로 빙결된 얼음은 그에 상응되는 +에너지의 필살염을 제외한 어떤 플러스 에너지로도 녹일 수 없다.

- X 스트림(X. Stream)
  - X 글러브 <Ver. Vongola Ring>의 강한 추진력을 이용해 상대의 주위를 빙빙 돌며 소용돌이를 일으키는 기술이다. 이 소용돌이에 말려든 상대는 그 초고속의 원심력으로 인해 몸의 기관이 전부 한쪽으로 쏠려서, 결과적으론 비틀린 고깃덩어리 꼴이 되어버린다.

- X BURNER
  - 츠나의 필살기로, 오른손은 부드러운 유(流)의 필살염으로 지탱하면서, 왼손으로는 강력한 강(強)의 필살염을 마치 버너를 쏘듯이 에너지 포처럼 발사하는 기술이다. 일격으로 메로네 기지의 블록 3개를 완전 소멸시킨 초강력 기술로, 풀 파워의 X BURNER는 뱌쿠란의 최후의 일격마저도 압도해 버리는 가공할 파괴력을 지녔다. 초기에는 Ver.V.R에 익숙치 않고, 또 양손의 불꽃 염압 밸런스가 잘 맞지 않아 자폭기나 다름없는 미완성 기술이었으나, 이에 흥미가 있는 스파나가 염압 확인과 밸런스 조절이 가능한 콘택트 렌즈를 만들어줘서 현재는 힘을 100% 완전히 끌어낼 수 있다. 그러나 밸런스를 조절하는데 약간의 시간이 걸리는 단점이 있다. 어쨌든 츠나의 최고 기술로 웬만한 적은 이것으로 마무리한다.

1. . X BURNER. AIR - X BURNER의 공중판
2. . X BURNER <하이퍼 익스플로전> - X BURNER의 궁극 강화판

- 빅뱅. 엑셀(Big Bang Accel)
  - 캄비오 포르마. 모도 아타코 형태의 글러브 모드의 공격으로, X BURNER <하이퍼 익스플로전>과 동등한 위력을 지닌 궁극의 펀치를 날리는 기술이다. 에너지파 모습인 X BURNER와는 달리 필살염이 압축된 화염구의 형태를 띠고 있다. 그러나 뱌쿠란의 「하얀 박수」에 어이없이 간단하게 무너졌다.

- 버닝. 엑셀(Burning Accel)
  - 빅뱅. 엑셀의 강화판 기술로, 그 파워도 빅뱅. 엑셀보다 훨씬 강해, 빅뱅 쪽을 가볍게 막아내던 뱌쿠란도 풀파워의 80%를 쓰고서야 겨우 막아냈다. 더군다나 그 연사 스피드도 빅뱅. 엑셀보다 빨라 절대로 막는 것이 불가능하다.

- XX. BUNNER(Double X BURNER)
  - 빅뱅 엑셀이나 버닝 엑셀 이상의 강력한 불꽃을 쏘아내는 기술로, 양팔을 교차시킨 후 양팔의 뉴 파츠에서 유(流)의 불꽃을 뒤로 분출시켜 지탱한 후 앞으로 강(強)의 불꽃을 쏜다. 불꽃을 쏠 때 너츠의 형상이 나타나며, 츠나는 이 기술을 안정된 자세로 유(流)의 불꽃과 강(強)의 불꽃의 조화로운 공격을 쏘아 엔마의 블랙홀을 잠재웠다.

- X. 캐논(X. CANNON)
  - 글러브에서 강력한 강(強)의 불꽃으로 이루어진 에너지탄을 쏘는 기술로, XX. BURNER와는 달리 조화의 불꽃이 아닌 살상력만을 높인 불꽃이기 때문에 맞은 순간 상대는 소멸한다.